# Unterengstringen
Unterengstringen es una comuna suiza del cantón de Zúrich, situada en el distrito de Dietikon. Limita al norte con la comuna de Weiningen, al noreste con Regensdorf, al este con Oberengstringen, al sur con Schlieren, y al suroeste con Dietikon.